# Dünner-Lehmbrote-Verfahren

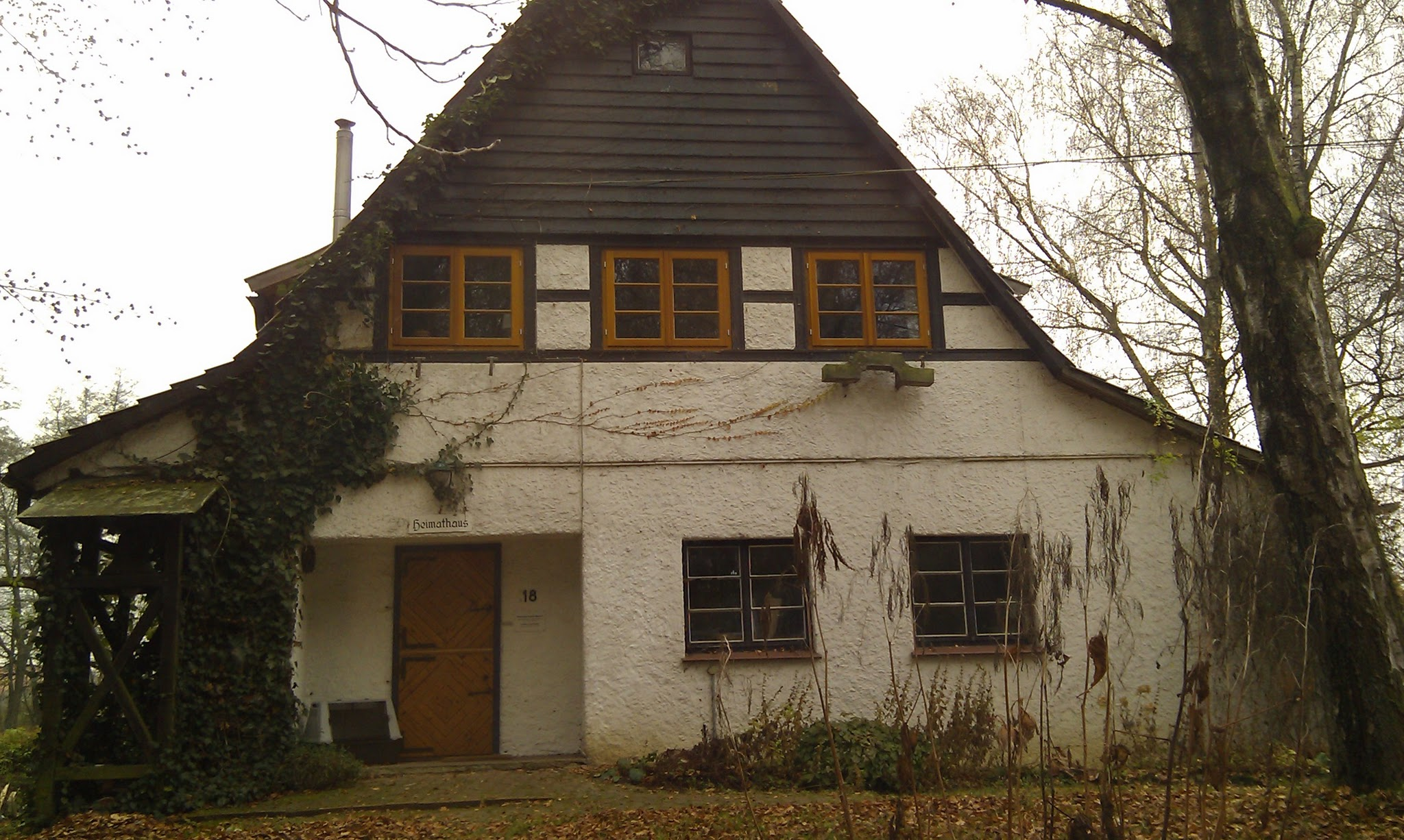
Im Dünner-Lehmbrote-Verfahren errichtetes Haus in der auf von Bodelschwingh zurückgehenden Heimstätte Dünne

Das Dünner-Lehmbrote-Verfahren ist eine Lehmbautechnik, mit der kapital- und materialsparend, jedoch mit erheblichem Personalaufwand, Häuser errichtet werden können. Dieses Verfahren wird auch „Kraftsches Verfahren“ genannt nach dem Missionar Kraft, der das Verfahren nach einer Einladung von Gustav von Bodelschwingh in Dünne vorführte.

## Entstehung
In der Zeit nach dem Ersten Weltkrieg gab es weder Kapital noch Material zum Wiederaufbau der Häuser der ärmeren Bevölkerung. Lehm jedoch war in ausreichendem Umfang vorhanden und konnte als Baustoff genutzt werden. Die Technik ist leicht zu erlernen, und es gab viele Arbeiter, die anpacken konnten.
Im Jahre 1923 errichtete Pastor Gustav von Bodelschwingh in seiner Heimatgemeinde Dünne (Kreis Herford) zunächst sein eigenes Haus mit Wänden aus „Lehmbroten“ – eine Technik, die er als Missionar in Ostafrika kennengelernt hatte.
Bis 1949 wurden dann in Ostwestfalen und im Ruhrgebiet mehr als 500 Siedlungshäuser in dieser Bauweise fertiggestellt, schwerpunktmäßig in Bünde-Dünne und Ennigloh. Zahlreiche dieser Häuser sind noch heute bewohnt.

## Technik
Die Technik stammt ursprünglich aus der Slowakei und dem Jemen. Im Gegensatz zur Errichtung von Stampflehmwänden wird keine Schalung benötigt und im Vergleich zum Lehmwellerbau sind weniger Kraftaufwand und Erfahrung erforderlich.
Zum Schutz der neu errichteten und langsam trocknenden Wände vor der Witterung wurde am Anfang zunächst das Dach auf Rundholzstützen errichtet und erst danach die Außen- und Innenwände aus Lehmbroten darunter aufgeschichtet. Die Lehmbrote werden in Ziegelstein-Größe auf Tischen mit den Händen oder mittels einer Strangpresse geformt und feucht im Mauerverband ohne Mörtel verlegt. Zur Verbesserung der Putzhaftung werden mit Fingern oder Stöcken Löcher in die weiche Oberfläche gestoßen oder kleine Steine eingedrückt.
Als Wetterschutz dienen zwei Lagen Kalkputz auf den Außenwänden.
Wenn die Lehmbrote manuell hergestellt werden, können die Wände ohne besondere Werkzeuge und technische Hilfsmittel errichtet werden.